# 張盛和
張盛和（1949年9月1日—），臺灣高雄县美浓镇（今属高雄市美浓区）人，學者出身，中華民國籍政治人物，畢業於台南一中、國立臺灣大學商學系、國立政治大學財稅研究所碩士、美國愛荷華大學經濟研究所碩士。曾兼任臺灣大學會研所副教授、亦兼任負責公共財政與稅務行政的公職人員。曾任中華民國財政部部長。

## 財政部長任内
- 開徵奢侈税（中華民國特種貨物及勞務稅）：自2011年6月实施以来，截至2012年底的总税收为59.7亿元新台币，其中超过67%来自于不动产。
- 研擬囤房稅（房屋稅條例第5條修正案）。
- 2014年2月24日，張盛和將召開記者會說將使金融業稅率正常化，將現行的2%調回5%。
- 推動財政健全方案。
- 建立房地合一課徵所得稅制度。

## 相關事件
2008年6月，時任財政部次長張盛和在立法院備詢時說：「在查稅獎金取消之前，每個國稅局局長都可領到100萬元，現在大概是70幾萬。」2012年11月，立委主張刪除財政部大約1億元的稅務獎金，時任財政部部長的張盛和極力反對，理由是「待遇不高，不足以養廉」，而前財政部長王建煊是唯一在離職時把自己的查稅獎金數千萬元全部捐出，悉數分給財政部官員，自己分文未取。
2013年12月，張盛和對於房價直攀以至帝寶豪宅每坪成交價創新高表示，年輕人想買房只要不是想買帝寶就買得起。
2014年被網路票選為2014年10大惡人榜首，張盛和說：「我做了那麼多財政健全方案、101經營權、彰銀改選贏了，都是好事，難道有哪1件是對社會不好的嗎？」他亦表示不知道票選標準何在。
2015年受英國金融時報集團旗下的《銀行家雜誌》評選為「全球與亞太地區最佳財政部長」，是繼彭淮南之後台灣第二位被銀行家雜誌選中的財經官員，同時也是台灣第一位上榜的財政部長；銀行家雜誌指出，張盛和在2014年經歷極具挑戰的12個月，推動極為困難的不動產及所得稅制改革，以達財富重分配目標，包括房地合一實價登錄、兩稅合一及財政健全方案等。
2015年9月初，張盛和對外表示，其妻子自教職退休後，每月退休所得高於任職薪資，引發社會關注。監察院調查資料顯示，並沒有月退所得高於在職所得情形。
2015年9月30日，多位立法委員在立法院財政委員會質詢財政部長張盛和國安基金退場時間，張盛和明確表示將在10月15日的國安基金例會上建議國安基金繼續授權進場。
2015年10月25日，面對台股持續大漲，站穩8,700點關卡，張盛和表示：「9,000點算什麼？本來就是很簡單的事。」
2015年10月26日，對於立委盧秀燕質詢房仲業倒閉潮，張盛和表示房仲家數確實太多，密度不該跟7-11一樣高。對張的「7-11說」，房仲公會全聯會理事長林正雄批「冷血」，該公會榮譽理事長李同榮也批評這種官員台灣也不需要這麼多；但政大地政系教授張金鶚在臉書發文同意財政部長張盛和的看法，他提到房仲業的高密度顯示過去幾年房市炒作過盛，房市不合理發展本來就會衰退，健全房市只不過是臨門一腳，業者應認清市場的力量，但業者卻希望政府再度扭曲不合理房市，過去幾年炒作房市、房價高漲，如今面臨不合理房市才剛要調整之際就表態要求救房市，他對此表示不認同。
2015年3月31日行政院透過國台辦向亞洲基礎設施投資銀行 （簡稱亞投行）提交意向書，意向書中簽署人竟然是財政部長張盛和的英文名字「Sheng-ford Chang」，但未提及「財政部」，也未使用正式的「國名」。民進黨立院黨團立即召開記者會，批評陸委會及財政部向中國傳真的參與亞投行意向書，刻意去除財政部首長官銜以及國名，有刻意矮化的嫌疑。面對外界質疑加入亞投行是否是凱子外交時，張盛和坦言，這不叫「凱子」，是「投資」。台灣約投資新台幣22億元，「頂多就如同拿22億元買台積電，台積電經營不好，我的股本損失變壁紙，就這樣而已。」

## 荣誉
- 三等景星勋章（2016年5月18日批准[14]）